# Miami Open (tenis)
Miami Open (cunoscut și sub numele de Miami Masters sau Miami Open presented by Itaú din motive de sponsorizare) este un turneu de tenis care se joacă la Hard Rock Stadium din Miami Gardens, Florida. Face parte din circuitul masculin ATP Tour Masters 1000 și din circuitul feminin WTA 1000. Miami Open are loc, de obicei, între martie și aprilie. 
Între 1987 și 2018, turneul s-a desfășurat la Centrul de tenis de la Crandon Park din Key Biscayne, Florida, iar începând cu 2019 s-a mutat la Miami Gardens. Împreună cu Indian Wells Masters formează „Sunshine Double” — o serie de două turnee consecutive din Statele Unite, care se joacă pe suprafață dură, la începutul sezonului, ambele fiind singurele turnee pe lângă cele de Grand Slam care se extinde dincolo de opt zile.
În 2010, un număr record de 300.000 de vizitatori au participat la meciurile turneului de 12 zile, făcându-l unul dintre cele mai mari turnee de tenis în afara celor patru Grand Slam. În 2011, 316.267 de vizitatori au participat la Open.

## Numele turneului
Oficial
1985–1992; International Players Championships
1993–1999; Miami Open Championships
2000–2008; Miami Masters
2009–curent; Miami Open 
Sponsorizat
1985–1992; Lipton International Players Championships
1993–1999; Lipton Championships
2000–2001; Ericsson Open 
2002–2006; NASDAQ-100 Open 
2007–2012; Sony Ericsson Open 
2013–2014; Sony Open Tennis 
2015–prezent; Miami Open presented by Itaú 

## Caracteristicile evenimentului

### Puncte și premii în bani
Ca eveniment ATP Tour Masters 1000, turneul valorează până la 1000 de puncte ATP pentru campionii de simplu și dublu. Mai jos este un tabel care detaliază punctele și alocarea premiilor pentru fiecare rundă a evenimentului.

#### Distribuția punctelor
| Probă           | C    | F   | SF  | QF  | R16 | R32 | R64 | R128 | Q   | Q2  | Q1  |
| Simplu masculin | 1000 | 600 | 360 | 180 | 90  | 45  | 25* | 10   | 16  | 8   | 0   |
| Dublu masculin  | 1000 | 600 | 360 | 180 | 90  | 0   | N/A | N/A  | N/A | N/A | N/A |
| Simplu feminin  | 1000 | 650 | 390 | 215 | 120 | 65  | 35* | 10   | 30  | 20  | 2   |
| Dublu feminin   | 1000 | 650 | 390 | 215 | 120 | 10  | N/A | N/A  | N/A | N/A | N/A |

#### Premii în bani
| Probă           | C          | F        | SF       | QF       | R16     | R32     | R64     | R128    | Q2     | Q1     |
| Simplu masculin | 1.028.300$ | 501.815$ | 251.500$ | 128.215$ | 67.590$ | 36.170$ | 19.530$ | 11.970$ | 3.565$ | 1.825$ |
| Simplu feminin  | 1.028.300$ | 501.815$ | 251.500$ | 128.215$ | 67.590$ | 36.170$ | 19.530$ | 11.970$ | 3.565$ | 1.825$ |
| Dublu masculin  | 336,920$   | 164.420$ | 82.410$  | 42.000$  | 22.140$ | 11.860$ | N/A     | N/A     | N/A    | N/A    |
| Dublu feminin   | 336,920$   | 164.420$ | 82.410$  | 42.000$  | 22.140$ | 11.860$ | N/A     | N/A     | N/A    | N/A    |

## Rezultate

### Simplu masculin
| An   | Campion                                 | Finalist                                | Scor                                    |
| ---- | --------------------------------------- | --------------------------------------- | --------------------------------------- |
| 1985 | Tim Mayotte                             | Scott Davis                             | 4–6, 4–6, 6–3, 6–2, 6–4                 |
| 1986 | Ivan Lendl                              | Mats Wilander                           | 3–6, 6–1, 7–6(7–5), 6–4                 |
| 1987 | Miloslav Mečíř                          | Ivan Lendl                              | 7–5, 6–2, 7–5                           |
| 1988 | Mats Wilander                           | Jimmy Connors                           | 6–4, 4–6, 6–4, 6–4                      |
| 1989 | Ivan Lendl (2)                          | Thomas Muster                           | Neprezentare                            |
| 1990 | Andre Agassi                            | Stefan Edberg                           | 6–1, 6–4, 0–6, 6–2                      |
| 1991 | Jim Courier                             | David Wheaton                           | 4–6, 6–3, 6–4                           |
| 1992 | Michael Chang                           | Alberto Mancini                         | 7–5, 7–5                                |
| 1993 | Pete Sampras                            | MaliVai Washington                      | 6–3, 6–2                                |
| 1994 | Pete Sampras (2)                        | Andre Agassi                            | 5–7, 6–3, 6–3                           |
| 1995 | Andre Agassi (2)                        | Pete Sampras                            | 3–6, 6–2, 7–6(7–3)                      |
| 1996 | Andre Agassi (3)                        | Goran Ivanišević                        | 3–0 (ret.)                              |
| 1997 | Thomas Muster                           | Sergi Bruguera                          | 7–6(8–6), 6–3, 6–1                      |
| 1998 | Marcelo Ríos                            | Andre Agassi                            | 7–5, 6–3, 6–4                           |
| 1999 | Richard Krajicek                        | Sébastien Grosjean                      | 4–6, 6–1, 6–2, 7–5                      |
| 2000 | Pete Sampras (3)                        | Gustavo Kuerten                         | 6–1, 6–7(2–7), 7–6(7–5), 7–6(10–8)      |
| 2001 | Andre Agassi (4)                        | Jan-Michael Gambill                     | 7–6(7–4), 6–1, 6–0                      |
| 2002 | Andre Agassi (5)                        | Roger Federer                           | 6–3, 6–3, 3–6, 6–4                      |
| 2003 | Andre Agassi (6)                        | Carlos Moyá                             | 6–3, 6–3                                |
| 2004 | Andy Roddick                            | Guillermo Coria                         | 6–7(2–7), 6–3, 6–1 (ret.)               |
| 2005 | Roger Federer                           | Rafael Nadal                            | 2–6, 6–7(4–7), 7–6(7–5), 6–3, 6–1       |
| 2006 | Roger Federer (2)                       | Ivan Ljubičić                           | 7–6(7–5), 7–6(7–4), 7–6(8–6)            |
| 2007 | Novak Đoković                           | Guillermo Cañas                         | 6–3, 6–2, 6–4                           |
| 2008 | Nikolai Davîdenko                       | Rafael Nadal                            | 6–4, 6–2                                |
| 2009 | Andy Murray                             | Novak Đoković                           | 6–2, 7–5                                |
| 2010 | Andy Roddick (2)                        | Tomáš Berdych                           | 7–5, 6–4                                |
| 2011 | Novak Đoković (2)                       | Rafael Nadal                            | 4–6, 6–3, 7–6(7–4)                      |
| 2012 | Novak Đoković (3)                       | Andy Murray                             | 6–1, 7–6(7–4)                           |
| 2013 | Andy Murray (2)                         | David Ferrer                            | 2–6, 6–4, 7–6(7–1)                      |
| 2014 | Novak Đoković (4)                       | Rafael Nadal                            | 6–3, 6–3                                |
| 2015 | Novak Đoković (5)                       | Andy Murray                             | 7–6(7–3), 4–6, 6–0                      |
| 2016 | Novak Đoković (6)                       | Kei Nishikori                           | 6–3, 6–3                                |
| 2017 | Roger Federer (3)                       | Rafael Nadal                            | 6–3, 6–4                                |
| 2018 | John Isner                              | Alexander Zverev                        | 6–7(4–7), 6–4, 6–4                      |
| 2019 | Roger Federer (4)                       | John Isner                              | 6–1, 6–4                                |
| 2020 | Anulat din cauza pandemiei de Covid-19. | Anulat din cauza pandemiei de Covid-19. | Anulat din cauza pandemiei de Covid-19. |
| 2021 | Hubert Hurkacz                          | Jannik Sinner                           | 7–6(7–4), 6–4                           |
| 2022 | Carlos Alcaraz                          | Casper Ruud                             | 7–5, 6–4                                |
| 2023 | Daniil Medvedev                         | Jannik Sinner                           | 7–5, 6–3                                |
| 2024 | Jannik Sinner                           | Grigor Dimitrov                         | 6–3, 6–1                                |
| 2025 | Jakub Mensik                            | Novak Djokovic                          | 7–6(7–4), 7–6(7–4)                      |

- În trei rânduri, finala nu a fost dusă până la bun sfârșit:

1. ↑  În 1989, Thomas Muster a fost lovit de un șofer beat la doar câteva ore după victoria sa din semifinale, suferind lacerații ale ligamentelor genunchiului stâng. Austriacul a petrecut câteva luni într-un scaun cu rotile. Muster a câștigat turneul opt ani mai târziu.
2. ↑  În 1996, Goran Ivanišević s-a retras în timpul finalei din cauza unei accidentări la gât.
3. ↑  În 2004, Guillermo Coria a fost deranjat de dureri la spate, cauzate de pietre la rinichi.

### Simplu feminin
| An                     | Campioană                               | Finalistă                               | Scor                                    |
| ---------------------- | --------------------------------------- | --------------------------------------- | --------------------------------------- |
| 1985                   | Martina Navratilova                     | Chris Evert                             | 6–2, 6–4                                |
| 1986                   | Chris Evert                             | Steffi Graf                             | 6–4, 6–2                                |
| 1987                   | Steffi Graf                             | Chris Evert                             | 6–1, 6–2                                |
| 1988                   | Steffi Graf (2)                         | Chris Evert                             | 6–4, 6–4                                |
| 1989                   | Gabriela Sabatini                       | Chris Evert                             | 6–1, 4–6, 6–2                           |
| 1990                   | Monica Seles                            | Judith Wiesner                          | 6–1, 6–2                                |
| 1991                   | Monica Seles (2)                        | Gabriela Sabatini                       | 6–3, 7–5                                |
| 1992                   | Arantxa Sánchez Vicario                 | Gabriela Sabatini                       | 6–1, 6–4                                |
| 1993                   | Arantxa Sánchez Vicario (2)             | Steffi Graf                             | 6–4, 3–6, 6–3                           |
| 1994                   | Steffi Graf (3)                         | Natașa Zvereva                          | 4–6, 6–1, 6–2                           |
| 1995                   | Steffi Graf (4)                         | Kimiko Date                             | 6–1, 6–4                                |
| 1996                   | Steffi Graf (5)                         | Chanda Rubin                            | 6–1, 6–3                                |
| 1997                   | Martina Hingis                          | Monica Seles                            | 6–2, 6–1                                |
| 1998                   | Venus Williams                          | Anna Kurnikova                          | 2–6, 6–4, 6–1                           |
| 1999                   | Venus Williams (2)                      | Serena Williams                         | 6–1, 4–6, 6–4                           |
| 2000                   | Martina Hingis (2)                      | Lindsay Davenport                       | 6–3, 6–2                                |
| 2001                   | Venus Williams (3)                      | Jennifer Capriati                       | 4–6, 6–1, 7–6(7–4)                      |
| 2002                   | Serena Williams                         | Jennifer Capriati                       | 7–5, 7–6(7–4)                           |
| 2003                   | Serena Williams (2)                     | Jennifer Capriati                       | 4–6, 6–4, 6–1                           |
| 2004                   | Serena Williams (3)                     | Elena Dementieva                        | 6–1, 6–1                                |
| 2005                   | Kim Clijsters                           | Maria Șarapova                          | 6–3, 7–5                                |
| 2006                   | Svetlana Kuznețova                      | Maria Șarapova                          | 6–4, 6–3                                |
| 2007                   | Serena Williams (4)                     | Justine Henin                           | 0–6, 7–5, 6–3                           |
| 2008                   | Serena Williams (5)                     | Jelena Janković                         | 6–1, 5–7, 6–3                           |
| ↓ Turneu WTA Premier ↓ |                                         |                                         |                                         |
| 2009                   | Victoria Azarenka                       | Serena Williams                         | 6–3, 6–1                                |
| 2010                   | Kim Clijsters (2)                       | Venus Williams                          | 6–2, 6–1                                |
| 2011                   | Victoria Azarenka (2)                   | Maria Șarapova                          | 6–1, 6–4                                |
| 2012                   | Agnieszka Radwańska                     | Maria Șarapova                          | 7–5, 6–4                                |
| 2013                   | Serena Williams (6)                     | Maria Șarapova                          | 4–6, 6–3, 6–0                           |
| 2014                   | Serena Williams (7)                     | Li Na                                   | 7–5, 6–1                                |
| 2015                   | Serena Williams (8)                     | Carla Suárez Navarro                    | 6–2, 6–0                                |
| 2016                   | Victoria Azarenka (3)                   | Svetlana Kuznețova                      | 6–3, 6–2                                |
| 2017                   | Johanna Konta                           | Caroline Wozniacki                      | 6–4, 6–3                                |
| 2018                   | Sloane Stephens                         | Jeļena Ostapenko                        | 7–6(7–5), 6–1                           |
| 2019                   | Ashleigh Barty                          | Karolína Plíšková                       | 7–6(7–1), 6–3                           |
| 2020                   | Anulat din cauza pandemiei de Covid-19. | Anulat din cauza pandemiei de Covid-19. | Anulat din cauza pandemiei de Covid-19. |
| 2021                   | Ashleigh Barty (2)                      | Bianca Andreescu                        | 6–3, 4–0, (ret.)                        |
| 2022                   | Iga Świątek                             | Naomi Osaka                             | 6–4, 6–0                                |
| 2023                   | Petra Kvitová                           | Elena Rîbakina                          | 7–6(16–14), 6–2                         |
| 2024                   | Danielle Collins                        | Elena Rîbakina                          | 7–5, 6–3                                |
| 2025                   | Arina Sabalenka                         | Jessica Pegula                          | 7–5, 6–2                                |

### Dublu masculin
| An   | Campioni                                   | Finaliști                                 | Scor                                    |
| ---- | ------------------------------------------ | ----------------------------------------- | --------------------------------------- |
| 1985 | Paul Annacone Christo van Rensburg         | Sherwood Stewart Kim Warwick              | 7–5, 7–5, 6–4                           |
| 1986 | Brad Gilbert Vince Van Patten              | Stefan Edberg Anders Järryd               | Neprezentare                            |
| 1987 | Paul Annacone (2) Christo van Rensburg (2) | Ken Flach Robert Seguso                   | 6–2, 6–4, 6–4                           |
| 1988 | John Fitzgerald Anders Järryd              | Ken Flach Robert Seguso                   | 7–6, 6–1, 7–5                           |
| 1989 | Jakob Hlasek Anders Järryd (2)             | Jim Grabb Patrick McEnroe                 | 6–3 (ret.)                              |
| 1990 | Rick Leach Jim Pugh                        | Boris Becker Cássio Motta                 | 6–3, 6–4                                |
| 1991 | Wayne Ferreira Piet Norval                 | Ken Flach Robert Seguso                   | 5–7, 7–6, 6–2                           |
| 1992 | Ken Flach Todd Witsken                     | Kent Kinnear Sven Salumaa                 | 6–4, 6–3                                |
| 1993 | Richard Krajicek Jan Siemerink             | Patrick McEnroe Jonathan Stark            | 6–7, 6–4, 7–6                           |
| 1994 | Jacco Eltingh Paul Haarhuis                | Mark Knowles Jared Palmer                 | 7–6, 7–6                                |
| 1995 | Todd Woodbridge Mark Woodforde             | Jim Grabb Patrick McEnroe                 | 6–3, 7–6                                |
| 1996 | Todd Woodbridge (2) Mark Woodforde (2)     | Ellis Ferreira Patrick Galbraith          | 6–1, 6–3                                |
| 1997 | Todd Woodbridge (3) Mark Woodforde (3)     | Mark Knowles Daniel Nestor                | 7–6, 7–6                                |
| 1998 | Ellis Ferreira Rick Leach (2)              | Alex O'Brien Jonathan Stark               | 6–2, 6–4                                |
| 1999 | Wayne Black Sandon Stolle                  | Boris Becker Jan-Michael Gambill          | 6–1, 6–1                                |
| 2000 | Todd Woodbridge (4) Mark Woodforde (4)     | Martin Damm Dominik Hrbatý                | 6–3, 6–4                                |
| 2001 | Jiří Novák David Rikl                      | Jonas Björkman Todd Woodbridge            | 7–5, 7–6(7–3)                           |
| 2002 | Mark Knowles Daniel Nestor                 | Donald Johnson Jared Palmer               | 6–3, 3–6, 6–1                           |
| 2003 | Roger Federer Max Mirnîi                   | Leander Paes David Rikl                   | 7–5, 6–3                                |
| 2004 | Wayne Black (2) Kevin Ullyett              | Jonas Björkman Todd Woodbridge            | 6–2, 7–6(14–12)                         |
| 2005 | Jonas Björkman Max Mirnîi (2)              | Wayne Black Kevin Ullyett                 | 6–1, 6–2                                |
| 2006 | Jonas Björkman (2) Max Mirnîi (3)          | Bob Bryan Mike Bryan                      | 6–4, 6–4                                |
| 2007 | Bob Bryan Mike Bryan                       | Martin Damm Leander Paes                  | 6–7(7–9), 6–3, [10–7]                   |
| 2008 | Bob Bryan (2) Mike Bryan (2)               | Mahesh Bhupathi Mark Knowles              | 6–2, 6–2                                |
| 2009 | Max Mirnîi (4) Andy Ram                    | Ashley Fisher Stephen Huss                | 6–7(4–7), 6–2, [10–7]                   |
| 2010 | Lukáš Dlouhý Leander Paes                  | Mahesh Bhupathi Max Mirnîi                | 6–2, 7–5                                |
| 2011 | Mahesh Bhupathi Leander Paes (2)           | Max Mirnîi Daniel Nestor                  | 6–7(5–7), 6–2, [10–5]                   |
| 2012 | Leander Paes (3) Radek Štěpánek            | Max Mirnîi Daniel Nestor                  | 3–6, 6–1, [10–8]                        |
| 2013 | Aisam-ul-Haq Qureshi Jean-Julien Rojer     | Mariusz Fyrstenberg Marcin Matkowski      | 6–4, 6–1                                |
| 2014 | Bob Bryan (3) Mike Bryan (3)               | Juan Sebastián Cabal Robert Farah Maksoud | 7–6(10–8), 6–4                          |
| 2015 | Bob Bryan (4) Mike Bryan (4)               | Vasek Pospisil Jack Sock                  | 6–3, 1–6, [10–8]                        |
| 2016 | Pierre-Hugues Herbert Nicolas Mahut        | Raven Klaasen Rajeev Ram                  | 5–7, 6–1, [10–7]                        |
| 2017 | Łukasz Kubot Marcelo Melo                  | Nicholas Monroe Jack Sock                 | 7–5, 6–3                                |
| 2018 | Bob Bryan (5) Mike Bryan (5)               | Karen Haceanov Andrei Rubliov             | 4–6, 7–6(7–5), [10–4]                   |
| 2019 | Bob Bryan (6) Mike Bryan (6)               | Wesley Koolhof Stefanos Tsitsipas         | 7–5, 7–6(10–8)                          |
| 2020 | Anulat din cauza pandemiei de Covid-19.    | Anulat din cauza pandemiei de Covid-19.   | Anulat din cauza pandemiei de Covid-19. |
| 2021 | Nikola Mektić Mate Pavić                   | Dan Evans Neal Skupski                    | 6–4, 6–4                                |
| 2022 | Hubert Hurkacz John Isner                  | Wesley Koolhof Neal Skupski               | 7–6(7–5), 6–4                           |
| 2023 | Santiago González Édouard Roger-Vasselin   | Austin Krajicek Nicolas Mahut             | 7–6(7–4), 7–5                           |
| 2024 | Rohan Bopanna Matthew Ebden                | Ivan Dodig Austin Krajicek                | 6–7(3–7), 6–3, [10–6]                   |
| 2025 | Marcelo Arévalo Mate Pavić                 | Julian Cash Lloyd Glasspool               | 7–6(7–3), 6–3                           |

### Dublu feminin
| An   | Campioane                                       | Finaliste                                | Scor                                    |
| ---- | ----------------------------------------------- | ---------------------------------------- | --------------------------------------- |
| 1985 | Gigi Fernández Martina Navratilova              | Barbara Jordan Hana Mandlíková           | 7–6(7–4), 6–2                           |
| 1986 | Pam Shriver Helena Suková                       | Chris Evert Wendy Turnbull               | 6–2, 6–3                                |
| 1987 | Martina Navratilova (2) Pam Shriver (2)         | Claudia Kohde-Kilsch Helena Suková       | 6–3, 7–6(8–6)                           |
| 1988 | Steffi Graf Gabriela Sabatini                   | Gigi Fernández Zina Garrison             | 7–6(8–6), 6–3                           |
| 1989 | Jana Novotná Helena Suková (2)                  | Gigi Fernández Lori McNeil               | 7–6(7–5), 6–4                           |
| 1990 | Jana Novotná (2) Helena Suková (3)              | Betsy Nagelsen Robin White               | 6–4, 6–3                                |
| 1991 | Mary Joe Fernández Zina Garrison                | Gigi Fernández Jana Novotná              | 7–5, 6–2                                |
| 1992 | Arantxa Sánchez Vicario Larisa Savcenko Neiland | Jill Hetherington Kathy Rinaldi          | 7–5, 5–7, 6–3                           |
| 1993 | Jana Novotná (3) Larisa Savcenko Neiland (2)    | Jill Hetherington Kathy Rinaldi          | 6–2, 7–5                                |
| 1994 | Gigi Fernández (2) Natașa Zvereva               | Patty Fendick Meredith McGrath           | 6–3, 6–1                                |
| 1995 | Jana Novotná (4) Arantxa Sánchez Vicario (2)    | Gigi Fernández Natașa Zvereva            | 7–5, 2–6, 6–3                           |
| 1996 | Jana Novotná (5) Arantxa Sánchez Vicario (3)    | Meredith McGrath Larisa Savcenko Neiland | 6–4, 6–4                                |
| 1997 | Arantxa Sánchez Vicario (4) Natașa Zvereva (2)  | Sabine Appelmans Miriam Oremans          | 6–4, 6–2                                |
| 1998 | Martina Hingis Jana Novotná (6)                 | Arantxa Sánchez Natașa Zvereva           | 6–2, 3–6, 6–3                           |
| 1999 | Martina Hingis (2) Jana Novotná (7)             | Mary Joe Fernández Monica Seles          | 0–6, 6–4, 7–6(7–1)                      |
| 2000 | Julie Halard-Decugis Ai Sugiyama                | Nicole Arendt Manon Bollegraf            | 4–6, 7–5, 6–4                           |
| 2001 | Arantxa Sánchez-Vicario (5) Nathalie Tauziat    | Lisa Raymond Rennae Stubbs               | 6–0, 6–4                                |
| 2002 | Lisa Raymond Rennae Stubbs                      | Virginia Ruano Pascual Paola Suárez      | 7–6(7–4), 6–7(4–7), 6–3                 |
| 2003 | Liezel Huber Magdalena Maleeva                  | Shinobu Asagoe Nana Miyagi               | 6–4, 3–6, 7–5                           |
| 2004 | Nadia Petrova Meghann Shaughnessy               | Svetlana Kuznețova Elena Lihovțeva       | 6–2, 6–3                                |
| 2005 | Svetlana Kuznețova Alicia Molik                 | Lisa Raymond Rennae Stubbs               | 7–5, 6–7(5–7), 6–2                      |
| 2006 | Lisa Raymond (2) Samantha Stosur                | Liezel Huber Martina Navratilova         | 6–4, 7–5                                |
| 2007 | Lisa Raymond (3) Samantha Stosur (2)            | Cara Black Liezel Huber                  | 6–4, 3–6, [10–2]                        |
| 2008 | Katarina Srebotnik Ai Sugiyama (2)              | Cara Black Liezel Huber                  | 7–5, 4–6, [10–3]                        |
| 2009 | Svetlana Kuznețova (2) Amélie Mauresmo          | Květa Peschke Lisa Raymond               | 4–6, 6–3, [10–3]                        |
| 2010 | Gisela Dulko Flavia Pennetta                    | Nadia Petrova Samantha Stosur            | 6–3, 4–6, [10–7]                        |
| 2011 | Daniela Hantuchová Agnieszka Radwańska          | Liezel Huber Nadia Petrova               | 7–6(7–5), 2–6, [10–8]                   |
| 2012 | Maria Kirilenko Nadia Petrova (2)               | Sara Errani Roberta Vinci                | 7–6(7–0), 4–6, [10–4]                   |
| 2013 | Nadia Petrova (3) Katarina Srebotnik (2)        | Lisa Raymond Laura Robson                | 6–1, 7–6(7–2)                           |
| 2014 | Martina Hingis (3) Sabine Lisicki               | Ekaterina Makarova Elena Vesnina         | 4–6, 6–4, [10–5]                        |
| 2015 | Martina Hingis (4) Sania Mirza                  | Ekaterina Makarova Elena Vesnina         | 7–5, 6–1                                |
| 2016 | Bethanie Mattek-Sands Lucie Šafářová            | Tímea Babos Iaroslava Șvedova            | 6–3, 6–4                                |
| 2017 | Gabriela Dabrowski Xu Yifan                     | Sania Mirza Barbora Strýcová             | 6–4, 6–3                                |
| 2018 | Ashleigh Barty CoCo Vandeweghe                  | Barbora Krejčíková Kateřina Siniaková    | 6–2, 6–1                                |
| 2019 | Elise Mertens Arina Sabalenka                   | Samantha Stosur Zhang Shuai              | 7–6 (7–5), 6–2                          |
| 2020 | Anulat din cauza pandemiei de Covid-19.         | Anulat din cauza pandemiei de Covid-19.  | Anulat din cauza pandemiei de Covid-19. |
| 2021 | Shuko Aoyama Ena Shibahara                      | Hayley Carter Luisa Stefani              | 6–2, 7–5                                |
| 2022 | Laura Siegemund · Vera Zvonariova               | Veronika Kudermetova · Elise Mertens     | 7–6(7–3), 7–5                           |
| 2023 | Coco Gauff Jessica Pegula                       | Leylah Fernandez Taylor Townsend         | 7–6(8–6), 6–2                           |
| 2024 | Sofia Kenin Bethanie Mattek-Sands (2)           | Gabriela Dabrowski Erin Routliffe        | 4–6, 7–6(7–5), [11–9]                   |
| 2025 | Mirra Andreeva Diana Shnaider                   | Cristina Bucșa Miyu Kato                 | 6–3, 6–7(5–7), [10–2]                   |

## Recorduri
|                                                   | Jucător                                    | Record                           | An(i)                                                      |
| Cele mai multe titluri de simplu                  | Cele mai multe titluri de simplu           | Cele mai multe titluri de simplu | Cele mai multe titluri de simplu                           |
| ------------------------------------------------- | ------------------------------------------ | -------------------------------- | ---------------------------------------------------------- |
| Simplu masculin                                   | Andre Agassi (USA)                         | 6                                | 1990, 1995, 1996, 2001, 2002, 2003                         |
| Simplu masculin                                   | Novak Đoković (SRB)                        | 6                                | 2007, 2011, 2012, 2014, 2015, 2016                         |
| Simplu feminin                                    | Serena Williams (USA)                      | 8                                | 2002, 2003, 2004, 2007, 2008, 2013, 2014, 2015             |
| Cele mai multe titluri consecutive                |                                            |                                  |                                                            |
| Simplu masculin                                   | Andre Agassi (USA)                         | 3                                | 2001, 2002, 2003                                           |
| Simplu masculin                                   | Novak Đoković (SRB)                        | 3                                | 2014, 2015, 2016                                           |
| Simplu feminin                                    | Steffi Graf (GER)                          | 3                                | 1994, 1995, 1996                                           |
| Simplu feminin                                    | Serena Williams (USA)                      | 3                                | 2002, 2003, 2004 2013, 2014, 2015                          |
| Cele mai multe meciuri consecutive câștigate      |                                            |                                  |                                                            |
| Simplu masculin                                   | Andre Agassi (USA)                         | 19                               | 2001, 2002, 2003, 2004                                     |
| Simplu feminin                                    | Steffi Graf (GER)                          | 22                               | 1994, 1995, 1996, 1999                                     |
| Simplu feminin                                    | Venus Williams (USA)                       | 22                               | 1998, 1999, 2001, 2002                                     |
| Cele mai multe ori cap de serie nr.1 la turneu    |                                            |                                  |                                                            |
| Simplu masculin                                   | Roger Federer (SUI)                        | 7                                | 2004, 2005, 2006, 2007, 2008, 2010, 2018                   |
| Simplu feminin                                    | Serena Williams (USA)                      | 7                                | 2003, 2004, 2009, 2013, 2014, 2015, 2016                   |
| Jucători din calificări care au avansat în finală |                                            |                                  |                                                            |
| Simplu masculin                                   | Sébastien Grosjean (FRA)                   | –                                | 1999                                                       |
| Simplu masculin                                   | David Wheaton (USA)                        | –                                | 1991                                                       |
| Simplu masculin                                   | Tim Mayotte (USA) (câștigător)             | –                                | 1985                                                       |
| Simplu masculin                                   | Scott Davis (USA)                          | –                                | 1985                                                       |
| Simplu feminin                                    | Kim Clijsters (BEL) (câștigător)           | –                                | 2005                                                       |
| Cel mai tânăr & vârstă câștigător                 |                                            |                                  |                                                            |
| Cel mai tânăr la simplu masculin                  | Carlos Alcaraz (ESP)                       | 18 ani, 333 zile                 | 2022                                                       |
| Cea mai tânără la simplu feminin                  | Monica Seles (YUG)                         | 16 ani, 111 zile                 | 1990                                                       |
| Cel mai în vârstă la simplu masculin              | Roger Federer (SUI)                        | 37 ani, 235 zile                 | 2019                                                       |
| Cea mai în vârstă la simplu feminin               | Serena Williams (USA)                      | 33 ani, 190 zile                 | 2015                                                       |
| Cele mai multe finale jucate                      |                                            |                                  |                                                            |
| Simplu masculin                                   | Andre Agassi (USA)                         | 8                                | 1990, 1994, 1995, 1996, 1998, 2001, 2002, 2003             |
| Simplu feminin                                    | Serena Williams (USA)                      | 10                               | 1999, 2002, 2003, 2004, 2007, 2008, 2009, 2013, 2014, 2015 |
| Cele mai multe titluri de dublu – echipe          |                                            |                                  |                                                            |
| Dublu masculin                                    | Bob Bryan (USA) · Mike Bryan (USA)         | 6                                | 2007, 2008, 2014, 2015, 2018, 2019                         |
| Dublu feminin                                     | Jana Novotná (CZE) · Helena Suková (CZE)   | 2                                | 1989, 1990                                                 |
| Dublu feminin                                     | Jana Novotná (CZE) · Arantxa Sánchez (ESP) | 2                                | 1995, 1996                                                 |
| Dublu feminin                                     | Jana Novotná (CZE) · Martina Hingis (SUI)  | 2                                | 1998, 1999                                                 |
| Dublu feminin                                     | Lisa Raymond (USA) · Samantha Stosur (AUS) | 2                                | 2006, 2007                                                 |
| Cele mai multe titluri de dublu – individual      |                                            |                                  |                                                            |
| Dublu masculin                                    | Bob Bryan (USA)                            | 6                                | 2007, 2008, 2014, 2015, 2018, 2019                         |
| Dublu masculin                                    | Mike Bryan (USA)                           | 6                                | 2007, 2008, 2014, 2015, 2018, 2019                         |
| Dublu feminin                                     | Jana Novotná (CZE)                         | 7                                | 1989, 1990, 1993, 1995, 1996, 1998, 1999                   |

## Galerie

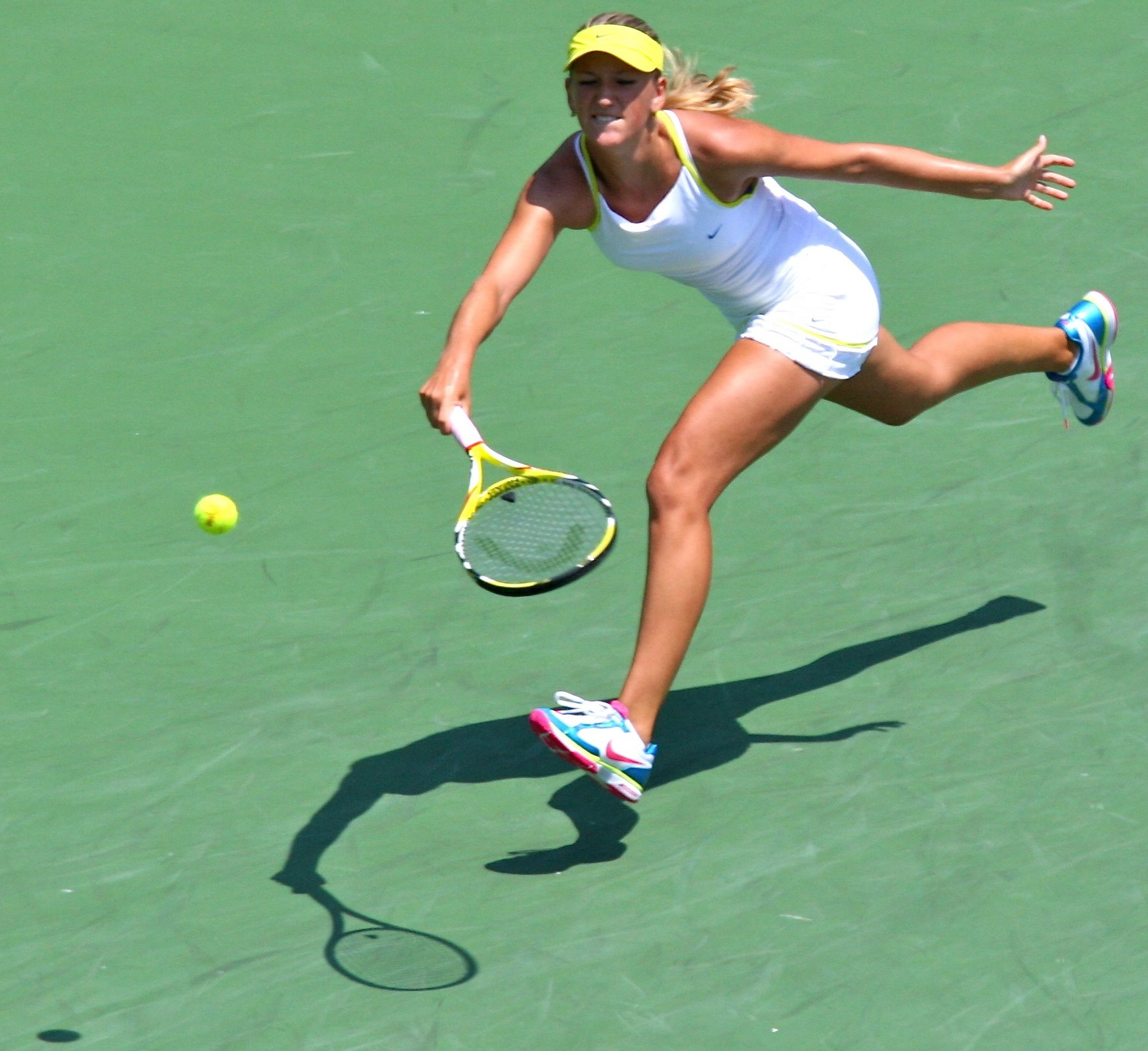
Victoria Azarenka, 2009
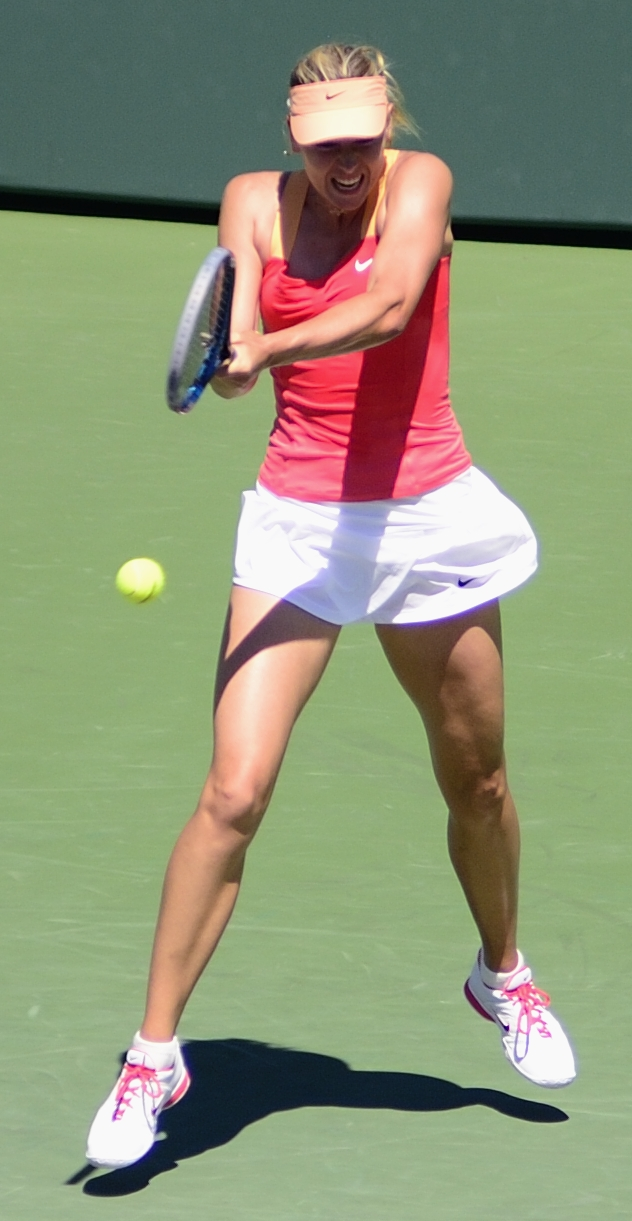
Maria Șarapova, 2012
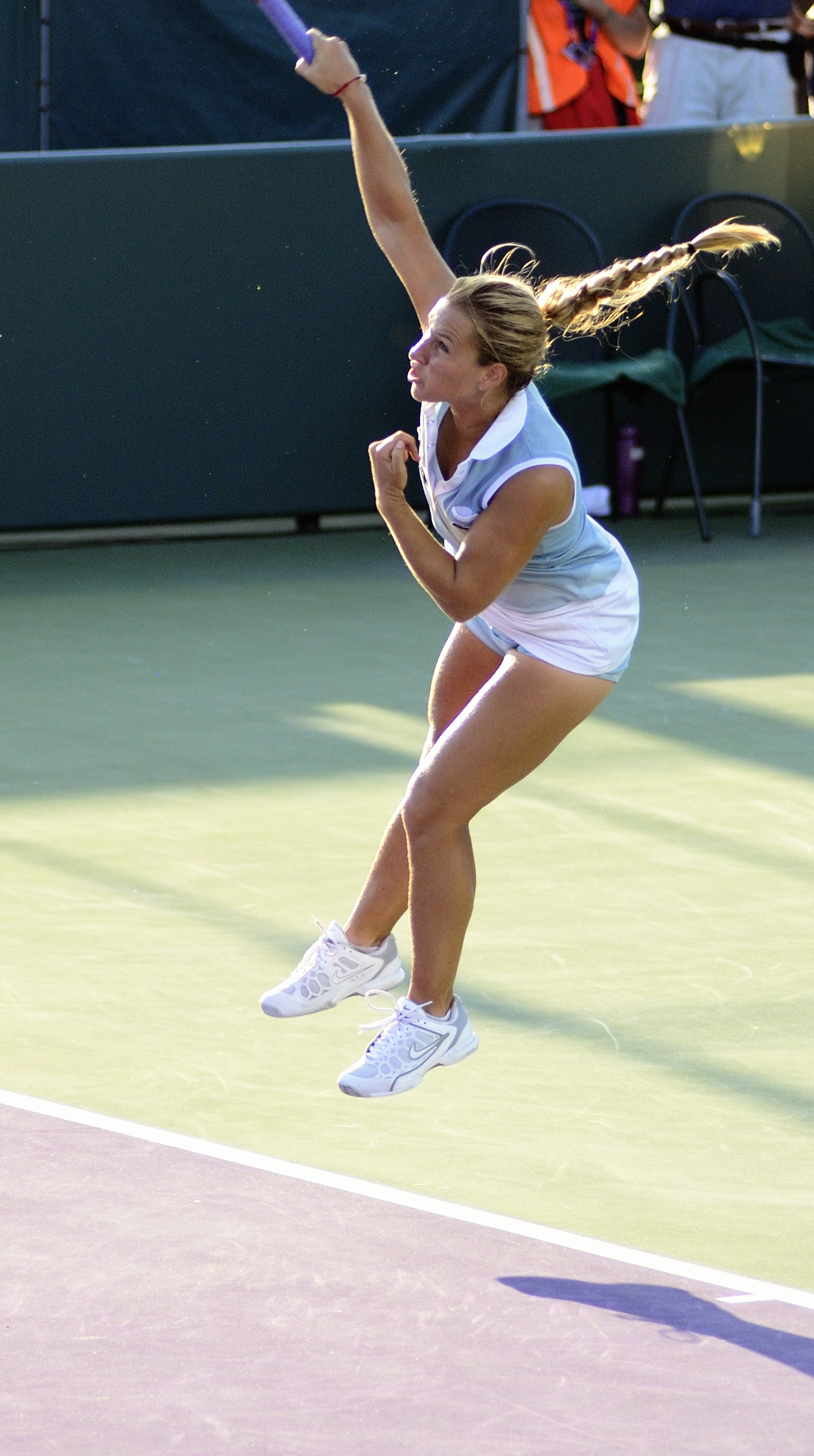
Dominika Cibulková, 2012
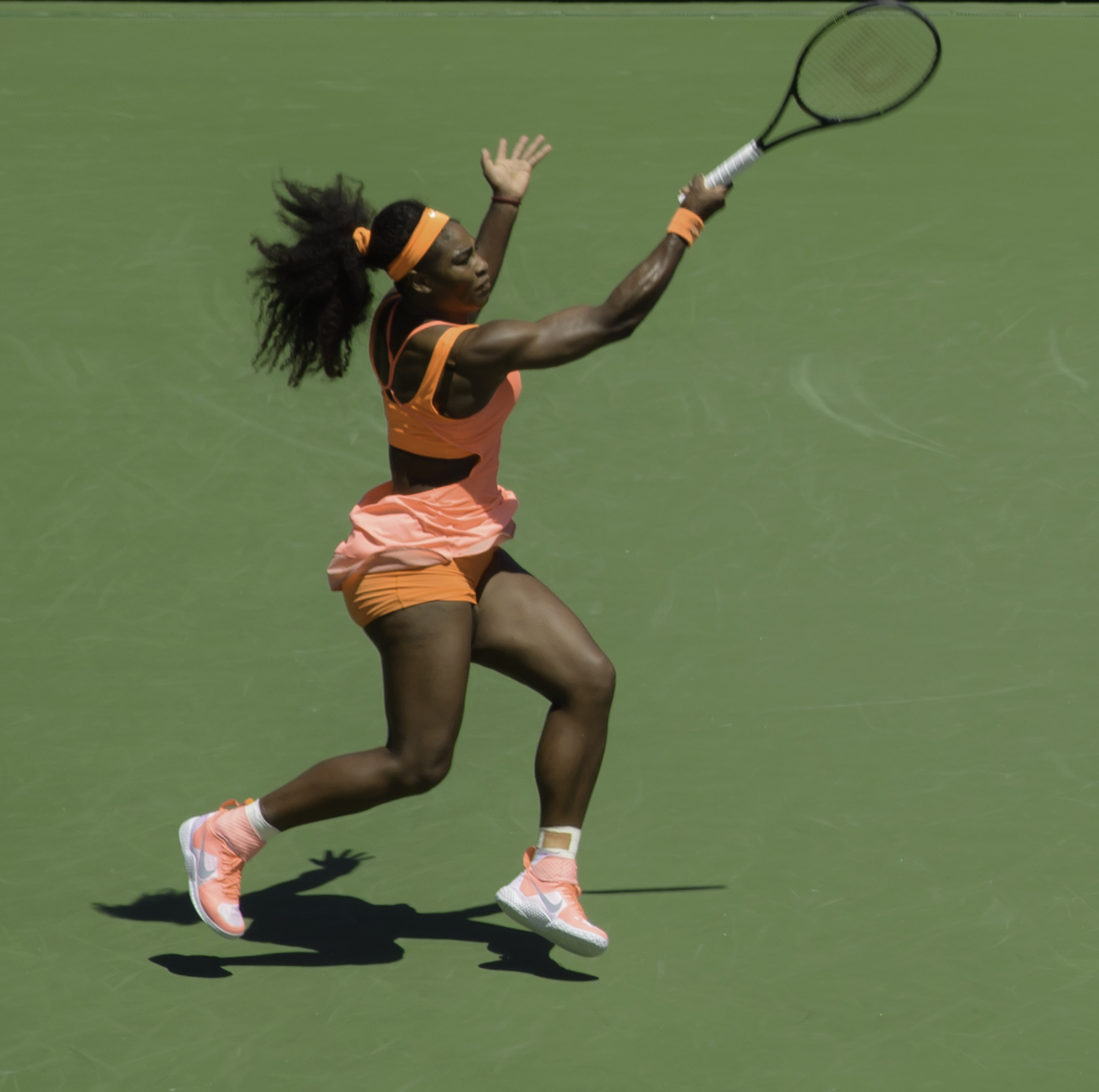
Serena Williams, 2015
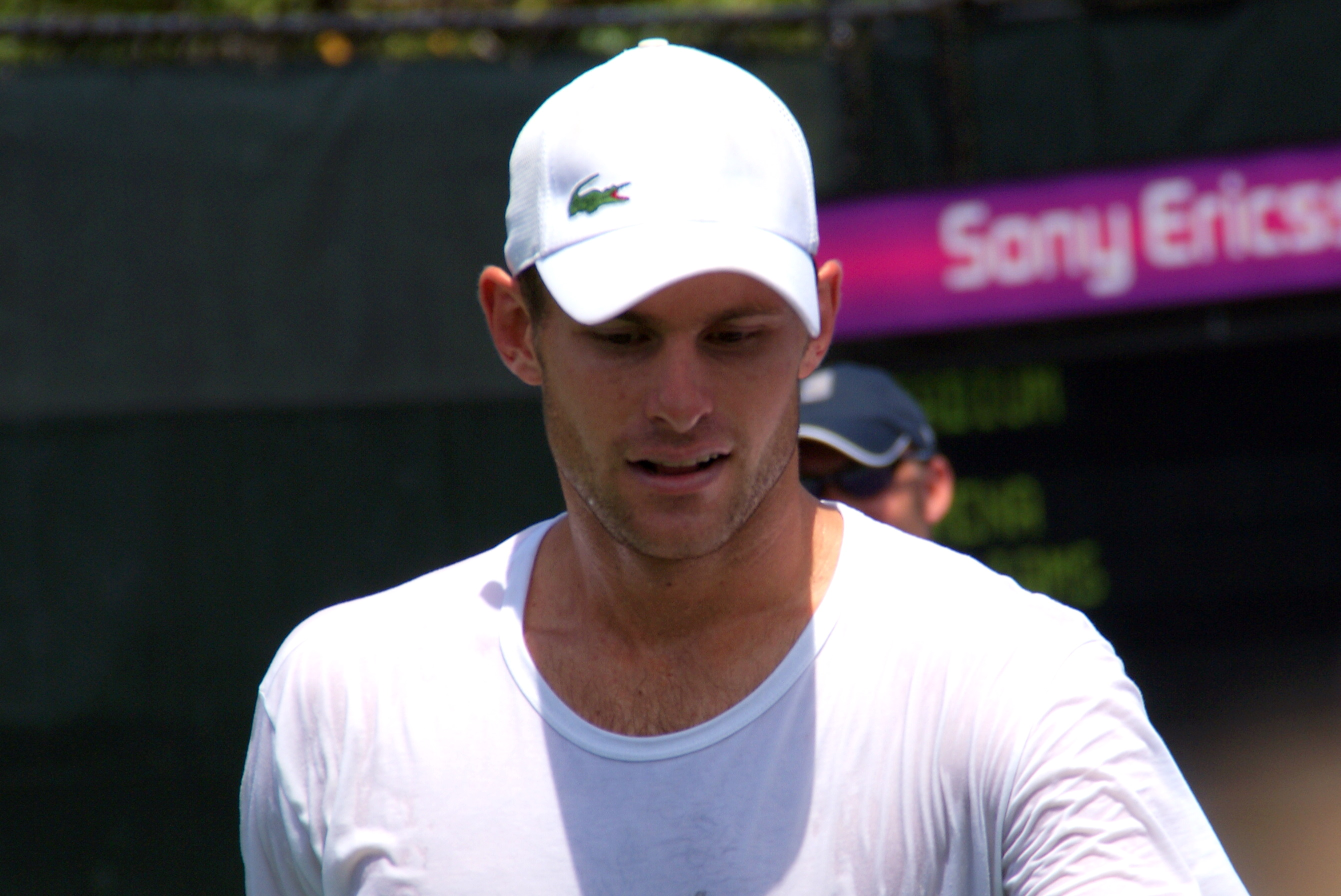
Andy Roddick, 2009
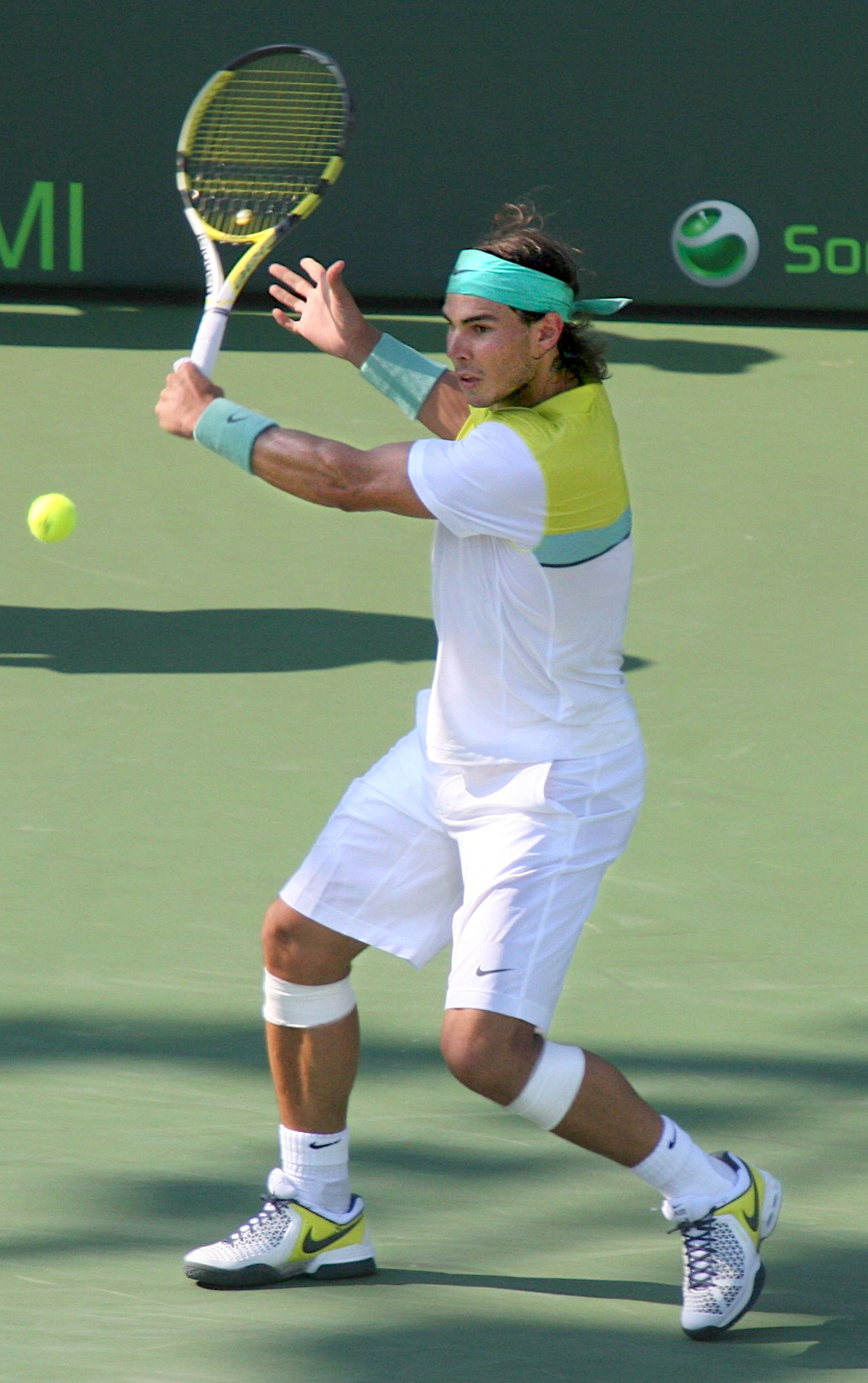
Rafael Nadal, 2009
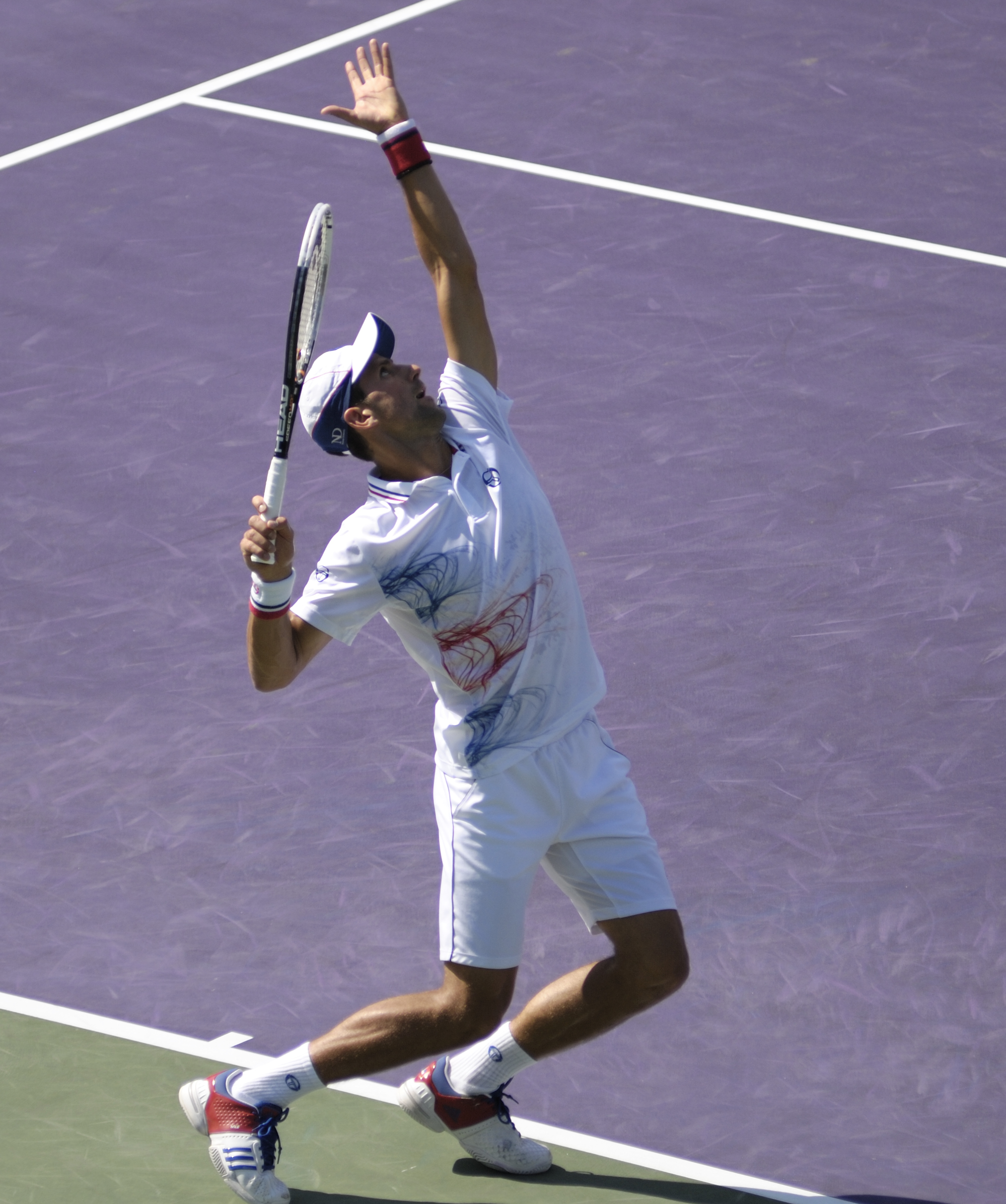
Novak Djokovic, 2012
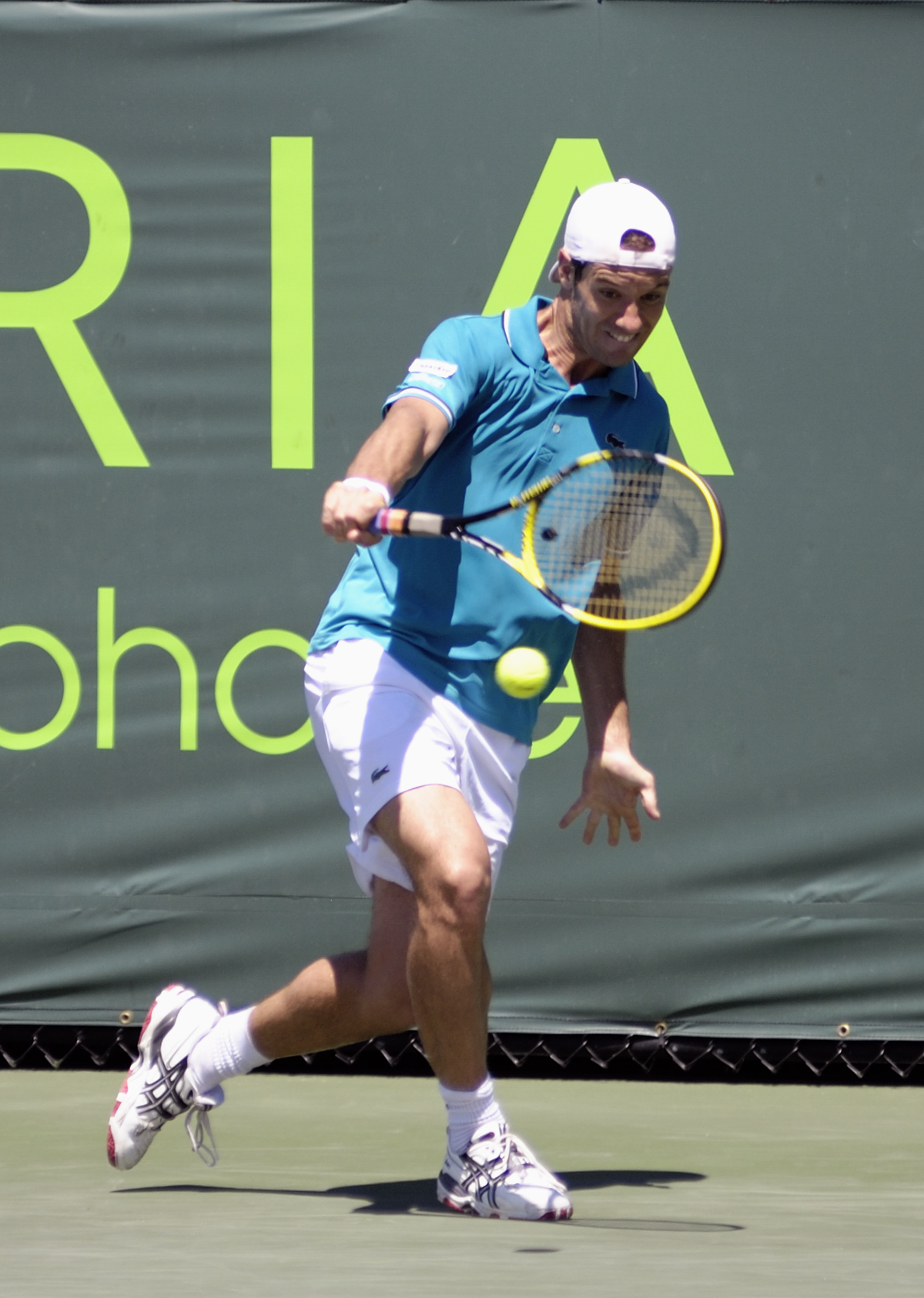
Richard Gasquet, 2012